# QPI-1002
QPI-1002 (internationaler Freiname Teprasiran) ist ein experimenteller Arzneistoff aus der Gruppe der RNAi-Therapeutika zur Behandlung eines akuten Nierenschadens.

## Eigenschaften
QPI-1002 ist eine RNA, die an die mRNA von p53 bindet und durch RNA-Interferenz zu einem Gen-Knockdown von p53 führt. Es befand sich im Jahr 2017 in klinischen Studien der Phase 3. Im Jahr 2010 wurde der Status Orphan-Arzneimittel für die Anwendung zur Vorbeugung einer verzögerten Transplantatfunktion bei Nierentransplantationspatienten erteilt.